# 12564 Ikeller
12564 Ikeller è un asteroide della fascia principale. Scoperto nel 1998, presenta un'orbita caratterizzata da un semiasse maggiore pari a 2,8337543 UA e da un'eccentricità di 0,0379677, inclinata di 1,61642° rispetto all'eclittica.
L'asteroide è dedicato a Ingeborg Bickel-Keller, moglie dello scopritore.